# Bonaventure Kalou
Bonaventure Kalou (Oumé, 12 januari 1978) is een Ivoriaans voormalig voetballer en huidig politicus met de Nederlandse dubbelnationaliteit. Met zijn spectaculaire acties maakte Kalou tijdens zijn eerste periode in Nederland furore als speler van Feyenoord, waar Bona uitgroeide tot een publiekslieveling. In Rotterdamse dienst won de aanvaller onder meer de landstitel, de Johan Cruijff Schaal en de UEFA Cup. Vervolgens zette hij zijn loopbaan voort in Frankrijk bij AJ Auxerre en Paris Saint-Germain, waar hij behoorde tot de smaakmakers in de Ligue 1. Na korte periodes bij RC Lens en Al-Jazira Club, keerde Kalou in 2008 terug naar Nederland, waar hij van 2008 tot 2009 bij sc Heerenveen speelde en zijn carrière afsloot.
Kalou speelde ook in het Ivoriaanse nationale team. In 2006 maakte hij deel uit van de selectie die tijdens de Afrika Cup 2006 de finale bereikte en in Duitsland deelnam aan het wereldkampioenschap voetbal 2006. In totaal speelde hij 52 wedstrijden voor Ivoorkust en scoorde twaalf doelpunten.

## Clubcarrière

### Feyenoord
Bonaventure Kalou begon zijn carrière bij de Ivoriaanse club ASEC Abidjan, maar hij werd in 1997 naar Europa gehaald door Feyenoord. Bij Feyenoord speelde hij zes seizoenen regelmatig in de basis en groeide uit tot de publiekslieveling van het legioen. In zijn periode bij de Stadionclub won hij in 1999 zowel de Johan Cruijff Schaal en het landskampioenschap, en in 2002 de felbegeerde UEFA Cup. Ondanks de interesse van diverse Europese topclubs, tekende Kalou bij de ambitieuze Franse subtopclub AJ Auxerre, die destijds onder leiding van de beroemde trainer Guy Roux jaarlijks als outsider om de prijzen speelde.

### AJ Auxerre
Kalou maakt bij zijn nieuwe club twee zeer goede seizoenen door. Onder leiding van trainer Guy Roux wist Kalou uit te groeien tot een van de smaakmakers in de Ligue 1. Aan de hand van de ervaren Kalou, wist het team van Auxerre met grote aanstormende talenten als Djibril Cissé, Philippe Mexès, Jean-Alain Boumsong en Olivier Kapo met een mooi attractief voetbal in 2005 de Franse beker te veroveren. In de finale tegen CS Sedan (2-1 winst) maakte Kalou tijdens de 94e minuut, in blessuretijd, het beslissende doelpunt. Hoofdtrainer Roux had het mogelijk gemaakt zijn Ivoriaanse sterspeler voor de bekerfinale op te laten halen uit Libië met een privéjet, nadat Kalou de avond ervoor verplicht een interland moest afwerken.
Auxerre behaalde met Kalou ook opzienbarende resultaten in de Europese bekercompetitie om de UEFA Cup. Zo werd in het seizoen 2004/05 onder andere Nederlands landskampioen AFC Ajax mede door een doelpunt van Kalou in de derde ronde uitgeschakeld en bereikte Auxerre de kwartfinale waarin het verloor van de uiteindelijke toernooiwinnaar CSKA Moskou. Eerder in de groepsfase wist Kalou al belangrijk te zijn voor de Bourgondische club door in de 2-0 gewonnen wedstrijd tegen Glasgow Rangers beide doelpunten te maken. Door zijn grote aandeel in de successen van Auxerre in de Ligue 1 en de Franse en Europese bekercompetitie, toonde de Franse grootmacht Paris Saint-Germain concrete interesse in de sterspeler van Auxerre. In de zomer van 2005 tekende Kalou voor een transfersom van 8,5 miljoen euro een contract bij PSG en werd vervolgens met een salaris van 1,85 miljoen euro per jaar, destijds een van de best betaalde profvoetballers in de Franse Ligue 1.

### Paris Saint-Germain
In de 4-1 gewonnen thuiswedstrijd tegen FC Metz op 5 augustus 2005 maakt Kalou een indrukwekkend debuut voor Paris Saint-Germain, waarbij hij onder meer 3 assists geeft en ook zelf een doelpunt maakt, waardoor PSG aan de Ligue 1 begon als koploper. In december 2005 wordt de hoofdtrainer Laurent Fournier ontslagen en vervangen voor Guy Lacombe. Na deze trainerswissel kenmerkt de periode van Kalou bij PSG zich met veel hoogte- en dieptepunten, als gevolg van een haat-liefdeverhouding met de hoofdtrainer Lacombe. Kalou wordt regelmatig van het basiselftal overgeplaats naar het reserveteam. Desondanks maakte Kalou tijdens zijn eerste seizoen 11 doelpunten in 31 wedstrijden in zowel competitie- als bekerwedstrijden. Ook na het ontslag van Lacombe in januari 2007, bleef Kalou in ogen van de clubleiding een verguisde speler. Gedurende zijn periode in de Franse hoofdstad tussen 2005 en 2007, had Kalou de hoge verwachtingen maar ten dele weten in te lossen. In juli 2007 wordt Kalou voor 1,5 miljoen euro door zijn voormalige trainer Guy Roux naar de uiterst ambitieuze volksclub RC Lens gehaald.

### RC Lens
Bij RC Lens werd Kalou herenigd met zijn oude trainer Guy Roux. Met Lens weet Kalou zich in 2007 via de Intertoto Cup te plaatsen voor de UEFA Cup. Ondanks een succesvol begin van het seizoen, weet RC Lens in de eerste vier competitiewedstrijden slechts 2 punten te behalen. Guy Roux trekt zijn conclusies en besluit een einde te maken aan zijn rijke carrière als voetbaltrainer. Na het vertrek van de ervaren oefenmeester besluit Kalou ook te vertrekken. Vlak voor het sluiten van de transfermarkt vertrekt hij naar Al-Jazira Club uit de Verenigde Arabische Emiraten voor 1,5 miljoen euro. Hier zal hij gaan spelen met Phillip Cocu.

### Al-Jazira
Op 28 maart 2008 wordt bekend dat 'Bona' zijn contract bij Al-Jazira Club inlevert. Op 21 juli 2008 werd bekend dat Bonaventure Kalou een contract voor 2 jaar met een optie voor nog een jaar zal signeren bij Eredivisieclub SC Heerenveen.

### sc Heerenveen
Mede door slepende blessures wist Kalou bij sc Heerenveen in zijn eerste seizoen niet te overtuigen. Desondanks wist hij met de geringe speeltijd tweemaal te scoren, waaronder een belangrijke goal in de wedstrijd tegen ADO Den Haag (1-0 winst). Ook scoorde hij in de gewonnen KNVB beker-finale tegen FC Twente. In de verlenging maakte hij de 2-1.(2-2 na verlenging, 5-4 winst na strafschoppen).

## Interlandcarrière

### Ivoorkust

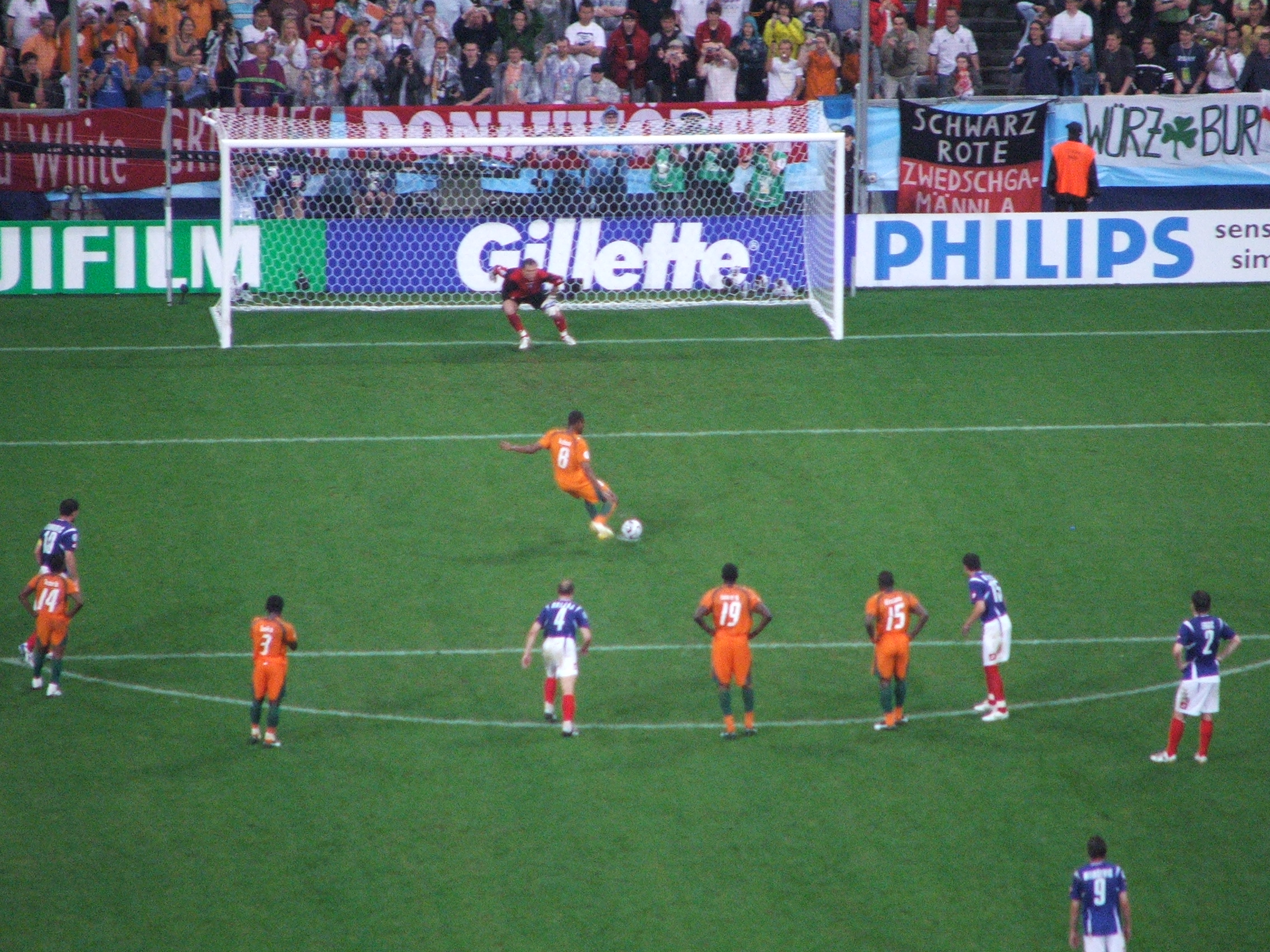
Kalou scoort uit een penalty voor Ivoorkust (2006).

Kalou speelde ook in het Ivoriaans voetbalelftal, en maakte deel uit van de nationale selectie die actief was op het WK 2006. Hij maakte zijn debuut voor de nationale ploeg op 8 februari 1998 in de wedstrijd tegen Namibië (4-3), toen hij na 80 minuten inviel voor Sob Evariste Dibo. Met Ivoorkust bereikte Kalou in 2006 de finale van de strijd om de Africa Cup, maar de ploeg verloor de finale van Egypte. Kalou heeft een jongere broer Salomon Kalou, die ook voor Feyenoord heeft gevoetbald en eveneens uitkwam voor de nationale ploeg van het West-Afrikaanse land.
| Interlands van Bonaventure Kalou voor Ivoorkust | Interlands van Bonaventure Kalou voor Ivoorkust | Interlands van Bonaventure Kalou voor Ivoorkust | Interlands van Bonaventure Kalou voor Ivoorkust | Interlands van Bonaventure Kalou voor Ivoorkust | Interlands van Bonaventure Kalou voor Ivoorkust |
| №                                               | Datum                                           | Wedstrijd                                       | Uitslag                                         | Competitie                                      | Goals                                           |
| ----------------------------------------------- | ----------------------------------------------- | ----------------------------------------------- | ----------------------------------------------- | ----------------------------------------------- | ----------------------------------------------- |
| 1                                               | 08 Feb 1998                                     | Ivoorkust – Namibië                             | 4–3                                             | AC-kwalificatie                                 |                                                 |
| 2                                               | 04 Oct 1998                                     | Mali – Ivoorkust                                | 0–1                                             | AC-kwalificatie                                 |                                                 |
| 3                                               | 24 Jan 1999                                     | Ivoorkust – Namibië                             | 3–0                                             | AC-kwalificatie                                 |                                                 |
| 4                                               | 11 Apr 1999                                     | Ivoorkust – Congo-Brazzaville                   | 2–0                                             | AC-kwalificatie                                 |                                                 |
| 5                                               | 05 Jun 1999                                     | Namibië – Ivoorkust                             | 1–1                                             | AC-kwalificatie                                 |                                                 |
| 6                                               | 20 Jun 1999                                     | Ivoorkust – Mali                                | 0–0                                             | AC-kwalificatie                                 |                                                 |
| 7                                               | 09 Jan 2000                                     | Ivoorkust – Egypte                              | 2–0                                             | Vriendschappelijk                               | Goal                                            |
| 8                                               | 24 Jan 2000                                     | Ivoorkust – Togo                                | 1–1                                             | Africa Cup                                      |                                                 |
| 9                                               | 28 Jan 2000                                     | Kameroen – Ivoorkust                            | 3–0                                             | Africa Cup                                      |                                                 |
| 10                                              | 31 Jan 2000                                     | Ghana – Ivoorkust                               | 0–2                                             | Africa Cup                                      | Goal                                            |
| 11                                              | 18 Jun 2000                                     | Ivoorkust – Tunesië                             | 2–2                                             | WK-kwalificatie                                 | Goal                                            |
| 12                                              | 10 Mar 2001                                     | Congo-Kinshasa – Ivoorkust                      | 1–2                                             | WK-kwalificatie                                 |                                                 |
| 13                                              | 12 Jan 2002                                     | Ivoorkust – Nigeria                             | 1–1                                             | Vriendschappelijk                               |                                                 |
| 14                                              | 21 Jan 2002                                     | Ivoorkust – Togo                                | 0–0                                             | Africa Cup                                      |                                                 |
| 15                                              | 25 Jan 2002                                     | Kameroen – Ivoorkust                            | 1–0                                             | Africa Cup                                      |                                                 |
| 16                                              | 29 Jan 2002                                     | Congo-Kinshasa – Ivoorkust                      | 3–1                                             | Africa Cup                                      |                                                 |
| 17                                              | 08 Sep 2002                                     | Ivoorkust – Zuid-Afrika                         | 0–0                                             | AC-kwalificatie                                 |                                                 |
| 18                                              | 11 Feb 2003                                     | Kameroen – Ivoorkust                            | 0–3                                             | Vriendschappelijk                               | Goal                                            |
| 19                                              | 30 Apr 2003                                     | Marokko – Ivoorkust                             | 0–1                                             | Vriendschappelijk                               | Goal                                            |
| 20                                              | 22 Jun 2003                                     | Zuid-Afrika – Ivoorkust                         | 2–1                                             | AC-kwalificatie                                 | Goal                                            |
| 21                                              | 10 Sep 2003                                     | Tunesië – Ivoorkust                             | 3–2                                             | Vriendschappelijk                               | Goal                                            |
| 22                                              | 28 Apr 2004                                     | Ivoorkust – Guinee                              | 4–2                                             | Vriendschappelijk                               | Goal                                            |
| 23                                              | 06 Jun 2004                                     | Ivoorkust – Libië                               | 2–0                                             | WK-kwalificatie                                 |                                                 |
| 24                                              | 20 Jun 2004                                     | Egypte – Ivoorkust                              | 1–2                                             | WK-kwalificatie                                 |                                                 |
| 25                                              | 04 Jul 2004                                     | Kameroen – Ivoorkust                            | 2–0                                             | WK-kwalificatie                                 |                                                 |
| 26                                              | 05 Sep 2004                                     | Ivoorkust – Soedan                              | 5–0                                             | WK-kwalificatie                                 |                                                 |
| 27                                              | 10 Oct 2004                                     | Benin – Ivoorkust                               | 0–1                                             | WK-kwalificatie                                 |                                                 |
| 28                                              | 08 Feb 2005                                     | Ivoorkust – Congo-Kinshasa                      | 2–2                                             | Vriendschappelijk                               | Goal                                            |
| 29                                              | 27 Mar 2005                                     | Ivoorkust – Benin                               | 3–0                                             | WK-kwalificatie                                 | Goal                                            |
| 30                                              | 03 Jun 2005                                     | Libië – Ivoorkust                               | 0–0                                             | WK-kwalificatie                                 |                                                 |
| 31                                              | 19 Jun 2005                                     | Ivoorkust – Egypte                              | 2–0                                             | WK-kwalificatie                                 |                                                 |
| 32                                              | 17 Aug 2005                                     | Frankrijk – Ivoorkust                           | 3–0                                             | Vriendschappelijk                               |                                                 |
| 33                                              | 04 Sep 2005                                     | Ivoorkust – Kameroen                            | 2–3                                             | WK-kwalificatie                                 |                                                 |
| 34                                              | 12 Nov 2005                                     | Roemenië – Ivoorkust                            | 1–2                                             | Vriendschappelijk                               |                                                 |
| 35                                              | 16 Nov 2005                                     | Italië – Ivoorkust                              | 1–1                                             | Vriendschappelijk                               |                                                 |
| 36                                              | 21 Jan 2006                                     | Marokko – Ivoorkust                             | 0–1                                             | Africa Cup                                      |                                                 |
| 37                                              | 24 Jan 2006                                     | Libië – Ivoorkust                               | 1–2                                             | Africa Cup                                      |                                                 |
| 38                                              | 28 Jan 2006                                     | Egypte – Ivoorkust                              | 3–1                                             | Africa Cup                                      |                                                 |
| 39                                              | 07 Feb 2006                                     | Nigeria – Ivoorkust                             | 0–1                                             | Africa Cup                                      |                                                 |
| 40                                              | 10 Feb 2006                                     | Egypte – Ivoorkust                              | 0–0                                             | Africa Cup                                      |                                                 |
| 41                                              | 01 Mar 2006                                     | Spanje – Ivoorkust                              | 3–2                                             | Vriendschappelijk                               | Goal                                            |
| 42                                              | 27 May 2006                                     | Zwitserland – Ivoorkust                         | 1–1                                             | Vriendschappelijk                               |                                                 |
| 43                                              | 30 May 2006                                     | Chili – Ivoorkust                               | 1–1                                             | Vriendschappelijk                               |                                                 |
| 44                                              | 04 Jun 2006                                     | Slovenië – Ivoorkust                            | 0–3                                             | Vriendschappelijk                               |                                                 |
| 45                                              | 10 Jun 2006                                     | Argentinië – Ivoorkust                          | 2–1                                             | WK-eindronde                                    |                                                 |
| 46                                              | 21 Jun 2006                                     | Ivoorkust – Servië en Montenegro                | 3–2                                             | WK-eindronde                                    | Goal · Goal                                     |

## Clubstatistieken
| Seizoen        | Club                | Competitie        | Competitie | Competitie | Beker | Beker | Int. | Int. | Overig | Overig | Totaal | Totaal |
| Seizoen        | Club                | Competitie        | Wed.       | Dlp.       | Wed.  | Dlp.  | Wed. | Dlp. | Wed.   | Dlp.   | Wed.   | Dlp.   |
| -------------- | ------------------- | ----------------- | ---------- | ---------- | ----- | ----- | ---- | ---- | ------ | ------ | ------ | ------ |
| 1995/97        | ASEC Mimosas        | Première Division | 35         | 6          | 0     | 0     | –    | –    | 0      | 0      | 35     | 6      |
| Clubtotaal     | Clubtotaal          | Clubtotaal        | 35         | 6          | 0     | 0     | 0    | 0    | 0      | 0      | 35     | 6      |
| 1997/98        | Feyenoord           | Eredivisie        | 12         | 3          | 1     | 0     | 0    | 0    | 0      | 0      | 13     | 3      |
| 1998/99        | Feyenoord           | Eredivisie        | 28         | 3          | 3     | 1     | 2    | 0    | 0      | 0      | 33     | 4      |
| 1999/00        | Feyenoord           | Eredivisie        | 29         | 7          | 0     | 0     | 12   | 2    | 1      | 1      | 42     | 10     |
| 2000/01        | Feyenoord           | Eredivisie        | 25         | 10         | 0     | 0     | 8    | 2    | 0      | 0      | 33     | 12     |
| 2001/02        | Feyenoord           | Eredivisie        | 24         | 2          | 1     | 0     | 12   | 1    | 0      | 0      | 37     | 3      |
| 2002/03        | Feyenoord           | Eredivisie        | 31         | 10         | 4     | 2     | 7    | 0    | 0      | 0      | 42     | 12     |
| Clubtotaal     | Clubtotaal          | Clubtotaal        | 149        | 32         | 8     | 3     | 41   | 5    | 1      | 1      | 199    | 41     |
| 2003/04        | AJ Auxerre          | Ligue 1           | 32         | 10         | 5     | 2     | 7    | 3    | 1      | 0      | 45     | 15     |
| 2004/05        | AJ Auxerre          | Ligue 1           | 31         | 10         | 4     | 3     | 12   | 6    | 0      | 0      | 47     | 19     |
| Clubtotaal     | Clubtotaal          | Clubtotaal        | 63         | 20         | 9     | 5     | 19   | 9    | 1      | 0      | 92     | 34     |
| 2005/06        | Paris Saint-Germain | Ligue 1           | 28         | 9          | 3     | 2     | 0    | 0    | 0      | 0      | 31     | 11     |
| 2006/07        | Paris Saint-Germain | Ligue 1           | 27         | 2          | 4     | 3     | 9    | 2    | 0      | 0      | 40     | 7      |
| Clubtotaal     | Clubtotaal          | Clubtotaal        | 55         | 11         | 7     | 5     | 9    | 2    | 0      | 0      | 71     | 18     |
| 2007/08        | RC Lens             | Ligue 1           | 4          | 0          | 0     | 0     | 2    | 0    | 0      | 0      | 6      | 0      |
| Clubtotaal     | Clubtotaal          | Clubtotaal        | 4          | 0          | 0     | 0     | 2    | 0    | 0      | 0      | 6      | 0      |
| 2008/09        | sc Heerenveen       | Eredivisie        | 19         | 2          | 3     | 2     | 1    | 0    | 0      | 0      | 23     | 3      |
| 2009/10        | sc Heerenveen       | Eredivisie        | 4          | 0          | 0     | 0     | 2    | 0    | 1      | 0      | 7      | 0      |
| Clubtotaal     | Clubtotaal          | Clubtotaal        | 23         | 2          | 3     | 2     | 3    | 0    | 1      | 0      | 30     | 4      |
| Carrièretotaal | Carrièretotaal      | Carrièretotaal    | 329        | 71         | 27    | 15    | 74   | 16   | 3      | 1      | 433    | 103    |

## Erelijst
Feyenoord
- Eredivisie: 1998/99
- Johan Cruijff Schaal: 1999
- UEFA Cup: 2001/02

 Auxerre
- Coupe de France: 2004/05

 Paris Saint-Germain
- Coupe de France: 2005/06

 sc Heerenveen
- KNVB beker: 2008/09

Individueel
- UNFP Ligue 1 – Team van het Jaar: 2004/05

## Burgemeesterschap
In december 2018 werd Kalou gekozen als burgemeester van de Ivoriaanse stad Vavoua.

## Trivia
- Hij is de oudere broer van Salomon Kalou, die ook actief was als professioneel voetballer.
- De broers Kalou hebben de Kalou Foundation opgericht gewijd aan het verschaffen van voorzieningen voor sociaal welzijn en recreatie.
- In 2025 werd er een documentaire gelanceerd op Feyenoord ONE over de broers Kalou, Kalou & Kalou: Ivoriaanse Samba.